# Crocidura mutesae
Crocidura mutesae es una especie de musaraña de la familia de los soricidae.

## Distribución geográfica
Es endémica de Uganda. 